# ロンドン地下鉄スタンダード形電車
ロンドン地下鉄スタンダード形電車 （英語： London Underground Standard Stock）は、1923年から1934年にかけて基本設計を共有して製造されたロンドン地下鉄の車両群の総称である。ロンドン地下鉄の2種類ある車両サイズのうち、小さいほうのサイズの車両群に属し、1923形電車（1923 Tube Stock）または1938形以前の電車（Pre 1938 Stock）と呼ばれることもある。共通の基本設計に拠るものの、車両製造者や製造年によって多くの相違点があり、ロンドン地下鉄開業時から使われていたゲート形電車の置換用及び1920年代から1930年代にかけての路線延伸用と位置付けられている。ロンドン地下鉄の量産車として初めて全車客用扉は空気式の自動ドアが装備された。

## 車体構造
スタンダード形電車は制御電動車、付随車、制御車で構成される。初期は全車全席ロングシートだったが、1930年代にドア間にボックスシートを設ける改造が行われている。制御電動車では運転室後部に機器室があり、これが車両全長の3分の1を占めていた。機器室に続いて窓4枚、一見両開きに見えるが中央に太い柱が入ったドア2枚、窓4枚、車端部に片開きのドア1枚をもつ。付随車は車端部から窓3枚、両開きの客用扉、窓4枚、両開きの客用扉、窓3枚の配列であり、制御車では車端の窓1枚分が運転室扉となっていた。初期の車両では制御車の扉は内開きの開き戸とされていたが、1931年以降は空気式自動の引き戸となった。
スタンダード形電車が製造された当時の技術ではロンドン地下鉄の小断面車両の床高さに動力台車を収容することが出来ず、台車が車体に入り込む構造を採っていた。このため、ただでさえ車両全高が低い小断面車両では電動車台車上部に客室として十分な高さを確保することが出来ず、ここを機器室とし、制御装置などを搭載していた。1935形電車以降は駆動装置や台枠構造の工夫などで動力台車上を客室とすることが可能となった。

## 1922形試作電車
相当の両数が製造されることが想定されていた新型電車の構想を評価するため、付随車5両、制御車1両、合計6両の1922形試作電車が 1923年2月までに5社で製造された。1922形試作電車はフランス製ゲート形電車の編成に組み込まれ、1923年2月3日に報道公開された。報道公開後、1922形試作電車はハムステッド線に移動し、8月から営業運転に投入された。ゲート形電車にはロンドン地下鉄で初めて自動ドアを装備した1920形電車と編成を組むために空気式自動ドアを装備したものが20両あり、この一部が1922形試作電車と編成を組むために転用された。ゲート形電車と1922形試作電車は、1923年11月19日のゴルダーズ・グリーン – ヘンドン間開業の初列車に使用されている。
製造者に提示された要求仕様には、座席を48人分設けること、幅4.5フィート (1,372 mm)の空気式自動ドア2箇所を設けることなどが定められたが、詳細は製造者の裁量に任せるものとされていた。各社独自の設計を行ない、内装には工夫が凝らされたが、外観は非常によく似たものとなった。制御車はロンドン地下電気鉄道が設計した。試作車はのちに1922形電車または競合製作車などとも呼ばれるが、スタンダード形電車の一部と分類されている。

## 量産車

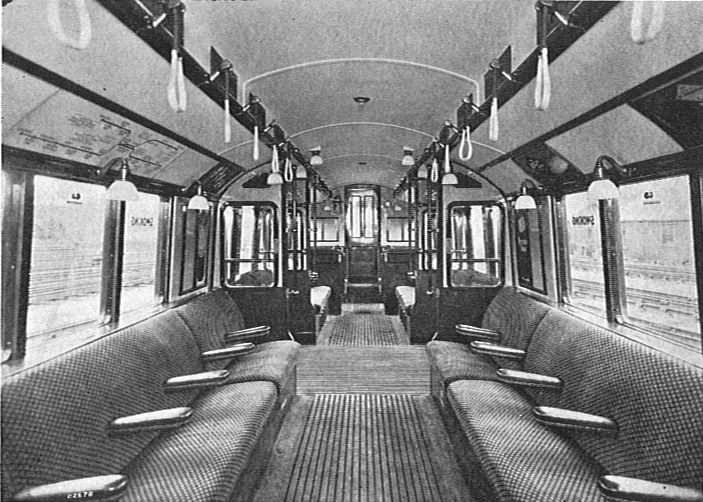
内装

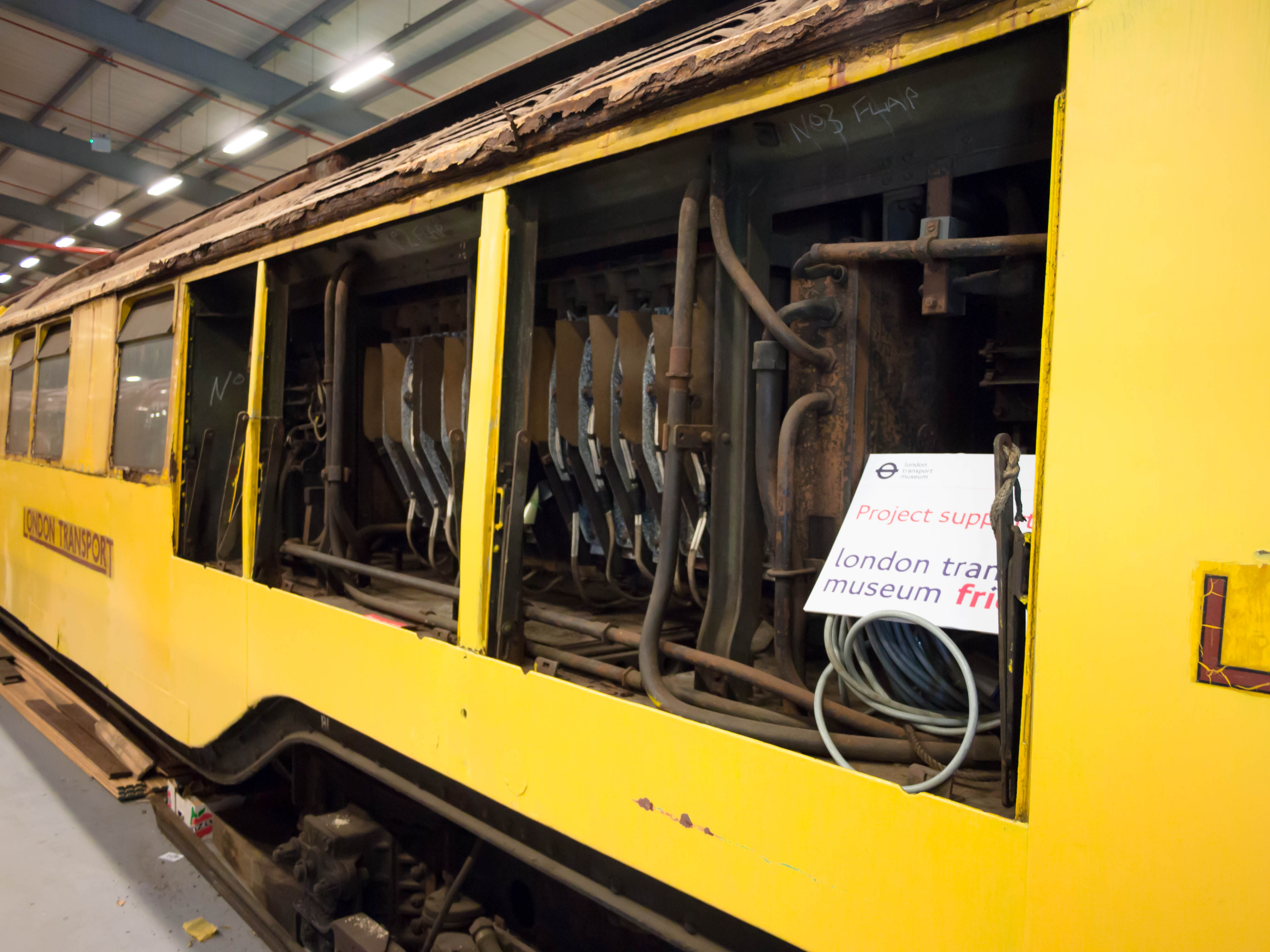
運転台後部の機器室

スタンダード形電車の量産車は第1世代（1923年 - 1925年製造車）、第2世代（1926年 - 1930年製造車）、第3世代（1931年・1934年製造車）に大別される。

### 1923・1924・1925年製造車
スタンダード形電車の量産車は1923年のチャリングクロス・ユーストン・アンド・ハムステッド鉄道のゴルダーズ・グリーン - エッジウェア間、クラップハム - モーデン延伸開業用及びシティ・アンド・サウス・ロンドン鉄道のトンネル改築後の再開業用として191両が3社に発注され、5両編成を組んだ。
シティ・アンド・サウス・ロンドン鉄道のトンネルは直径10.5フィート (3,200 mm)のもので、小型の電気機関車にけん引された列車が運転されていたが、トンネルの改築のため1923年にいったん営業を取りやめ、1925年に営業を再開している。191両の新型車両のうち69両はシティ・アンド・サウス・ロンドン鉄道が保有し、残りの車両はロンドン電気鉄道が保有した。
スタンダード形以前のロンドン地下鉄の電車はブリティッシュ・トムソン・ヒューストン(BTH)の制御装置を採用していたが、スタンダード形電車では大半の車両の加減速制御用にメトロポリタン＝ヴィッカース製の電磁コンタクタが採用された。この装置では主電動機を直列から並列にブリッジ回路を構成することで切り替えている。制御電動車のうち2両にはゼネラル・エレクトリック・カンパニー(GEC)製の制御装置が搭載されたが、メトロポリタン＝ヴィッカース製と混用が可能な設計とされた。全車にC形と呼ばれるドアエンジンを採用したが、設計上の欠陥があることが運用後すぐに判明している。
1924年には127両が発注されたが、大半が制御電動車となり、一部の制御車にGEC製の機器が採用された。メトロポリタン＝ヴィッカース製の制御装置を採用した車両にはMV152主電動機が、GEC製の主制御器を搭載した車両にはWT54主電動機が搭載され、両者は互換性がある設計となっていたが、1両に両者が混用されることはなかった。1924年製の車両にはD形と呼ばれるドアエンジンが採用され、C形よりも信頼性があることが運用を通じて判明したため、1931年までにすべてのC形ドアエンジンがD形に交換されている。D形ドアエンジンには後に小改造が行われ、DL形と称されるようになった。
ハムステッド線はロンドン地下鉄の他の路線と接続されていなかったため、車両は陸送で搬入された。モーデンとゴルダーズ・グリーンの車両基地にはそれぞれ2つのガントリークレーンが設置され、1両ずつ車両がレール上に載せられた。レールに乗せられた車両は蒸気機関車でガントリークレーンの下から移動し、次の車両を載せる場所が確保された。
1925年にはケニントン分岐点の完成と、1926年からの6両編成運転に備えて120両が発注された。制御電動車の座席定員は30人、付随車は48人、制御車は運転台分4名減少し44人となった。スタンダード形電車登場時、ロンドン地下鉄の列車には運転士、前部車掌、後部車掌の3名が乗務し、後部車掌が前部車掌に発車準備が整ったことを連絡、さらに前部車掌が運転士に連絡していた。空気式自動ドアが安定して使用できるようになると、後部車掌と運転士が連絡を取るための電話の設置、すべてのドアが閉じていることの検知装置の設置、発車合図ベルの配線変更などの設置と併せて、運転士と後部車掌の2人乗務が可能となった。各種改造は1927年までに行われ、乗務員数の削減が行われた。

### 1926・1927年製造車
スタンダード形電車の成功により、手動ドアで残っていた大量のゲート形電車に自動ドアを搭載する計画は白紙に戻され、ゲート形をスタンダード形に置き換えていくこととなった。1926年に112両が、1927年に170両がメトロポリタン客貨車金融会社(Metropolitan Carriage, Wagon and Finance Company, MCWF)に発注され、全車がGEC製の機器を搭載した。この増備により7両編成に増結されるとともに列車の増発が行われた。
1926年製造車では運転席と反対側（正面向かって右側）の正面窓の天地寸法が低くなり、窓下部に路線名、行先を示す板を差し込むスペースが設けられた。機器室の進行方向向かって右側の空気取り入れ用のグリルが塞がれるなどの変更が行われている。
1927年にはさらに136両がMCWFに発注されたが、機器はBTH製とされた。BTH製の機器はGEC製より信頼性で勝ることがわかり、スタンダード形電車のGEC製機器は徐々にBTH製のものに置き換えられた。このあと35年にわたり、BTHはロンドン地下鉄用機器の主要製造者となる。メトロポリタン＝ヴィッカース製の車両は独自の主電動機を使用したが、他のスタンダード形電車はGEC製主電動機を使用した。三社の装置は互換性があり、これが「スタンダード形」の名の由来とも言われている。
1927年製の車両では車輪径が36インチ (910 mm)から40インチ (1,000 mm)に変更され、台車形式がY形からZ形に、主電動機形式がWT54からWT54Aに変更されている。歯車比を変更することで、1926年以前のスタンダード形電車と共通に運用できるようになっていた。ラウダフォンと呼ばれる通話装置が運転士と車両の連絡のため試用され、好調だったことから以前の車両に遡って設置されている。
この間に、セントラル線で運用されていたゲート形電車に空気式自動ドアを装備する改造工事がフェルタムで行われていたが、途中でゲート形電車をベーカールー線及びピカデリー線に転用するよう計画が変更された。この転用中、スタンダード形電車を製造する費用はゲート形電車に自動ドアを装備する改造費用をわずかに上回る程度であるとの試算が出され、ゲート形の転用が中止されるともに182両の新車が発注された。この182両は1927年フェルタム形電車とも呼ばれ、製造銘板には1928年製と表記されていたが、実際の納車は1929年、1930年にずれ込んだ。このときの車両には軽量設計が採用され、比較的短期間で座席蹴上と枕梁の破損に悩まされることになった。この182両はMCWF製の車体にBTH製の機器を備え、この182両の投入でピカデリー線のゲート形は1929年6月に、ベーカールー線のゲート形は1930年1月1日に退役した。

### 1929・1930年製造車
ピカデリー線で運用されていた1920形電車は空気式自動ドアを備えていたが、防水に難があったことから屋外運転区間が長いピカデリー線用としては不適だったため、ベーカールー線に転用されることになり、代替としてスタンダード形電車53両が1929年にフェルタムに発注された。次いで1930年に制御電動車2両、付随車4両からなる試作要素の強い電車が発注された。フェルタムは1932年に政治的理由で閉鎖されたため、この6両が同社で最後に製造された車両となった。1930年製の制御電動車は1フート (300 mm)、付随車は 2フィート (610 mm)従来車より全長が長くなり、建築限界に抵触しないよう車体の片側端部または両端部の車体幅が絞られていた。付随車のうち2両は中央部のドア幅が4フィート6インチ (1,370 mm)から5フィート2インチ (1,570 mm)に拡大されるとともにドア間の窓が3枚とされ、別の2両では中央部のドア幅は変更せず、座席定員を48人から40人に減じて車体両端に片開き扉が設けられた。車掌用ドア開閉スイッチの配置が変更されたが、以降の製造車には反映されなかった。
1929年製造車にはピカデリー線の延伸区間が地上路線となったことに対応し、ヒーターが設置され、ピカデリー線とノーザン線で運用された。世界恐慌の最中の製造だったことから、イギリス製の材料が多用される配慮がなされ、「全英製列車」として知られるようになった。1927年にキングス・クロスにピカデリー線とノーザン線の短絡線が設けられ、両線間の車両の行き来が容易となった。ピカデリー線よりノーザン線の混雑が激しかったため、1930年製の車両に盛り込まれた収容力を増すための試験要素の効果検証はノーザン線で行われた。62両の量産車がMCWCとキャメル=レアードが合併して設立されたメトロキャメルに発注され、ベーカールー線に投入された。このときの車両から制御電動車の中央客用扉の柱がなくなり、通常の両開き扉となった。ベーカールー線では比較的新しいワトフォード・ジョイント形電車が運用されていたが、外開き扉のため開閉操作に他の車両より要員が多く必要であること、ドアに挟まれた乗客を検知できずに発生した死亡事故のため、スタンダード形に置き換えられることになった。
この62両はウエスチングハウス製空気ブレーキに代えて電空式ブレーキを備え、当初は他の車両と混結することが出来なかった。電空式ブレーキのため10芯のジャンパ栓が新規に取り付けられた。他のスタンダード形電車にも1936年までに同様のブレーキとジャンパ栓の追設が順次行われたが、ベーカールー線で1920形の付随車と編成を組んでいたスタンダード形の制御電動車については付随車が廃車となる1938年までブレーキの改造は行われなかった。

### 1931・1934年製造車
政府からの資金援助によりピカデリー線の北側ではコックフォスターズまで、西側ではハマースミス - アクトン・タウン間が延伸された。西側の延伸線はディストリクト線と平行していたが、両線は別の線路を使用している。ピカデリー線の路線長は8.5マイル (13.7 km)から40マイル (64.4 km)に伸び、所要車両数も増加した。1931年製造車には1930年製造車に盛り込まれた改良点に加え、さらなる改良が盛り込まれた。145両の制御電動車がメトロキャメルに、130両の付随車が2社に発注された。付随車は全車車体中央部に2箇所の両開き扉と、両車端に片開き扉を備える。制御車の車掌用の扉も空気式自動ドアとなった。電空ブレーキと、従来車より高速での走行を可能とする弱め界磁制御が採用された。量産車への採用に先立ち、弱め界磁制御は1930年製造車の一部で試験が行われていた。弱め界磁制御をノーザン線で使用した結果、同じ列車運転間隔で、4編成少ない列車での運行が可能であることが確認された。
スタンダード形電車最後のグループは1933年に設立されたロンドン旅客運輸公社によってメトロキャメルに発注され、1934年に製造された26両の制御電動車である。この26両はピカデリー線のサウス・ハーロウからアクスブリッジへの延伸により必要となった7両編成8本を組成するために使用され、付随車は他線からの転用で賄われた。1931年製造車では保守の低減のため主電動機にローラ―ベアリングを採用し、うち10両は軸受にもローラーベアリングが採用されていたが、1934年製造車では一部についてさらに改良がおこなわれている。1934年製造車をもってスタンダード形の製造は終了し、制御電動車645両、付随車551両、制御車270両の陣容となった。

## 配置
1934年に最後の車両が製造された時点で、スタンダード形電車はノーザン線、ピカデリー線、ベーカールー線で運用されており、336両の制御電動車、243両の付随車、145両の制御車、合計724両がノーザン線に配置されていた。ノーザン線配置車は1923年から1926年に製造された車両が主力をなし、1927年製造車の62 %、1929年製造車の大半もノーザン線に配置されていた。ピカデリー線には1927年製の一部、1929年製造車の大半、1930年から1934年製造車の全車を含む509両が配置された。ベーカールー線には1927年製造の一部、1929年及び1930年製造車から4両、総数198両（制御電動車82両、付随車82両、制御車54両）が配置された。1920形電車で空気式自動ドアを備える制御車と付随車各20両が編成に組み込まれていた。
1937年11月からノーザン線ではスタンダード形電車の9両編成運転が行われたが、一部駅ではホーム長さが7両分しかないため、DM（制御電動車）-T（付随車）-DMの3両編成2本に付随車3両を組み込む編成とされている。
1935年から1940年にかけて行われたロンドン旅客運輸公社の総額4,000万ポンドに達する投資計画により、ノーザン線とセントラル線が延伸されるとともに、1938年5月から1938形電車が投入された。1938形電車をノーザン線に投入し、捻出されたスタンダード形電車をセントラル線に転用、セントラル線で運用されていた1901・1903形電車が廃車された。ノーザン線から捻出されたスタンダード形電車は当時ロンドン地下鉄の一部だったムーアゲート – フィンズベリー・パーク間のノーザン・シティ線、ベーカールー線の7両編成への増結用にも転用された。82両の制御車が付随車に改造されるとともに、21両の制御電動車の方向転換が行われ、ベーカールー線とセントラル線の7両編成化に活用された。

### ノーザン・シティ線
ノーザン・シティ線では従来地上線用の電車が運用されていたため、スタンダード形電車の入線にあたって設備の改造が行われた。ノーザン・シティ線では給電用レールのプラスマイナスが他線と逆になっていたため、他線同様に修正する改造も併せて行われている。スタンダード形電車では制御電動車にのみ空気圧縮機が搭載されていたため、片側に制御車を連結した3両編成（制御電動車 – 付随車 –　制御車）では空気圧縮機が1台だけとなり、この1台が故障すると列車が運転不可能になる。これを避けるため、1930年代には制御車を片側につないだ3両編成の単独運転は一部の例外を除いて中止された。4両編成の場合は両端に制御電動車が連結（制御電動車 – 付随車 – 付随車 – 制御電動車）され、編成に2台空気圧縮機があるため、1台が故障しても運転継続が可能だった。ノーザン・シティ線ではオフピーク時に制御電動車と制御車からなる2両編成が運用されていたため、1964年10月まで空気圧縮機1台での運転が行われた。

### セントラル線
1938年秋にセントラル線で運用されていた1901・1903形電車のスタンダード形電車への置き換えが開始され、1939年中ごろに完了している。他のロンドン地下鉄の路線では走行用レールの外側に正の直流電圧が印加された電源供給用のレールと、走行用レールの間に負の直流電圧が印加された電源供給用のレールをもつ4線軌条式を採用していたが、セントラル線では1940年5月まで2本の走行用レールの間に敷かれた電源供給用レールから給電する第三軌条方式を採用しており、スタンダード形電車も暫定的に第三軌条方式に対応するよう改造された。
セントラル線西側の終点駅であるウエスト・ライスリップまでセントラル線が延伸された時点で東側のエッピング、ハイノールトへの区間は工事中であり、完成の際にはさらなる増発が予定されていたが、第二次世界大戦の勃発により工事は中断された。

### 戦時下
路線延長を見込んで製造されたものの、新線建設が凍結されたために余剰となった200両近い車両が建設途上のハイノールト車庫に留置されたが、アメリカ軍がハイノールト車庫に進駐したことにより留置場所を失い、各駅の側線に余剰車両が留置されることになった。その他にも余剰となった車両はエッジウェア、ゴルダーズ・グリーン、ハイゲート、モーデン駅、ニーズデン、スタンモアなどの収容力に余裕のある車両基地などに留置されていた。制御電動車の一部は灰色に塗装され、事業用に使用された。ドイツ空軍による空襲を避けるため、ロンドン地下鉄の各駅ホームには市民が避難しており、これら避難民に食料を配給する列車としてもスタンダード形電車が使用された。

### 戦後
戦後直ちにセントラル線の延伸工事が再開され、ストラトフォード（1946年12月4日）、ニューベリー・パーク及びウッドフォード（1947年12月14日）、ウエスト・ライスリップ、ラウトン及びハイノールト（1948年11月21日）、エッピング（1949年9月25日）と次々に開業していった。6年以上に及ぶ屋外留置がスタンダード形電車に与えた影響は深刻で、歪んだ窓枠の交換、錆びた機器の交換、電線の全交換などを含む大規模修繕工事が行われた。戦前に8両編成に対応したホームの延伸が始まっていたが、ホワイト・シティ車両基地の側線長の制約から営業列車は6両編成のままとなっていた。車両基地の改築により、1947年11月から一部列車の7両編成化、次いで1948年1月から8両編成化が行われたものの、大規模修繕によってもスタンダード形電車の信頼性は十分なものとならず、全列車の8両運転は1959年に1959形電車の投入により他線から車両が転用されるまで実現できなかった。スタンダード形電車は1962年に投入された1962形電車により置き換えられたため、セントラル線でのスタンダード形電車の8両編成運転は3年に終わった。
8両編成の列車は制御電動車(DM) – 付随車(T)　– 付随車(T) – 制御電動車(DM)からなる4両編成を2本組み合わせて組成された。この編成では列車の中央部に2両分のスイッチ室が50フィート (15 m)にわたって入り、この部分に乗客が乗ることが出来ないことからラッシュ時には不向きであった。この問題への対応として、4両編成1本を分割し、もう1本の4両編成の両端に2両ずつ連結するDM-T x DM-T-T-DM x T-DM編成に1961年に組み替えられた。

## 廃車
1938形電車によるベーカールー線用スタンダード形電車の淘汰は1949年5月23日に完了したが、58両の1927年製付随車はベーカールー線の1938形の編成に組み込まれて使用された。ピカデリー線のスタンダード形電車は1959形に置き換えられ、スタンダード形電車として初の大規模な廃車となった。ピカデリー線用スタンダード形電車のうち、状態のよいものはセントラル線の8両編成化用に転用されている。
セントラル線用の新型車の試作車として1960形電車が製造されたが、セントラル線の混雑が激しかったこと、セントラル線のスタンダード形電車の経年が30年から40年に達していたことから、試作要素が多く、各種試験が必要な1960形の量産を待てる状況ではなくなりつつあった。この中で、スタンダード形電車がおこした火災事故は、車両の更新に猶予がないことを改めて知らしめることとなり、ピカデリー線用に投入途上だった1959形電車のうち57編成が急遽セントラル線に投入されることになった。ピカデリー線の7両に対し、セントラル線では8両編成で運転されていたため、57両の中間電動車が追加発注された。セントラル線には続いて1959形電車と同形の1962形電車が投入され、捻出された1959形は当初の構想通りピカデリー線に戻った。8両編成化用に追加された57両はセントラル線に残り、1962形の編成に組み込まれた。セントラル線のスタンダード形電車は1963年6月に、ピカデリー線のスタンダード形電車は1964年7月に運用を外れた。ノーザン・シティ線のスタンダード形は1966年11月まで残存した。
一部の制御電動車は事業用に転用された。16両はバラスト運搬列車の動力車として転用され、1978年まで使用された。4両は試験車となった。制御電動車3327号車はロンドンのサイエンス・ミュージアムに長く展示されていたが、1996年にロンドン交通博物館に移動している。

## ワイト島

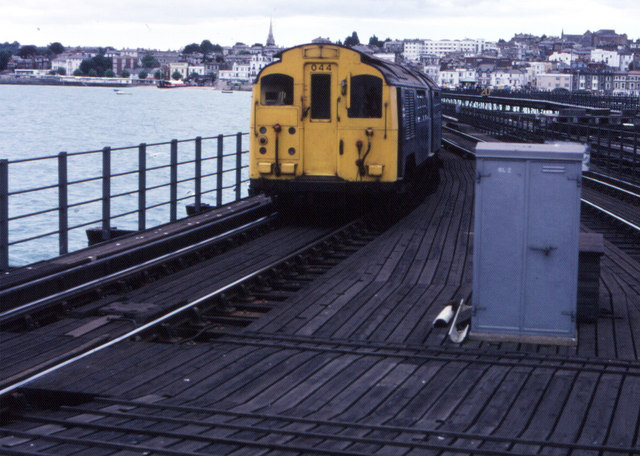
ライド・ピア・ヘッド駅に進入する1927年製造車

1950年以前、ワイト島では55.5マイル (89.3 km)に及ぶ鉄道路線が蒸気機関車牽引で運転されていた。1952年から1956年にかけてこの路線網は25.5マイル (41.0 km)に縮小され、1966年には8.5マイル (13.7 km)となっていた。ライド・ピア・ヘッドとシャンクリン間のワイト島線は電化されて残されたが、ライドトンネルの建築限界から、通常よりも小さい電車が必要とされた。
1961年にワイト島の鉄道を管理する英国南部鉄道管理局とロンドン地下鉄はスタンダード形電車の譲渡に関する交渉を始めた。当初案では電動車にディーゼルエンジンを搭載し、機械式または電気式の変速機を搭載することになっていた。最初の12両は1964年8月にライスリップ車両基地からウィンブルドンを経由してロンドン郊外のミチェルデヴァーの側線に移動し、1965年6月に第2陣の車両がミチェルデヴァーに搬入されている。1965年10月にワイト島線の電化が発表され、ディーゼルエンジンを搭載する計画は中止となった。1966年時点で南部鉄道管理局は44両をミチェルデヴァーに確保しており、ロンドン地下鉄は29両を保有していた。ミチェルデヴァーの車両のうち10両は廃棄され、12両が追加でロンドン地下鉄から購入された。
ワイト島への移動の前に車両はいったんミチェルデヴァーからロンドン地下鉄のアクトン工場に戻され、電気系と制動系のオーバーホールが行われた。ロンドン地下鉄の4線軌条式から 第三軌条方式への改造も併せて行われた。改造工事の費用がかさんだことから、ワイト島に移動する車両は46両から43両に減らされている。オーバーホールのあと43両はスチュワーツレーン工場に搬入され、イギリス国鉄標準の青に塗装されている。車両はフラットン駅からピックフォード社の手でワイトリンクフェリー経由でワイト島に搬入された。重量が重い鉄道車両をフェリーに乗せるため、潮の干満、天候、けん引車両の選定などに注意がはらわれた。
搬入後、スタンダード形電車は4両編成と3両編成に組成され、4両には4-VEC、3両には3-TISという形式が付与されたが、すぐに452形・451形と改称され、後に再度イギリス国鉄485形・486形電車と改称されている。ライド車両基地での事故による廃車など、一部の車両が早期に廃車されたが、大半の車両は1988年から1991年にかけてロンドン地下鉄から転用された1938形電車に置き換えられて廃車されるまで運用された。1990年10月に10両が動態保存のためロンドン地下鉄に里帰りし、フラットン - ウィンブルドン間を自力回送ののち、モーデン車両基地で行われたノーザン線100周年行事でも展示された。

## 番号体系
1930年以前に製造された車両については、制御電動車に500 - 744、161 - 391、付随車に820 - 954、1054 - 1315、1336 - 1359、制御車に720 - 755、1756 - 1848、1921 - 2042、2063 -　2082の
番号が付与された。通常は制御電動車 - 付随車 - 付随車 - 制御電動車か、制御電動車 - 付随車 - 制御車で編成を組んでいたが、制御電動車は所要数よりやや多めに製造された。ロンドン旅客運輸公社の設立により、番号体系が改訂され、制御電動車は3000番台、付随車は7000番台、制御車は5000番台に整理された。制御電動車と制御車は向きにより奇数、偶数が附番されているため、欠番がある。転属などにより方向転換された際には改番が行われている。1930年代から1950年代にかけて制御車が付随車に改造された際は元の番号の頭に5が追加された番号とされた。

## 製造者別両数
スタンダード形電車には1923年に製造された6両の試作車と、1923年から1934年にかけて6社で18次にわたって製造された1,460両が含まれる。この両数はロンドン地下鉄の形式として最多のものであるが、第一次世界大戦後の特に製鉄、製造、建設業の振興を促進する1921年制定の英国法の影響があるとされている。政府から1921年法により500万ポンドの資金援助をロンドン地下鉄は受けているが、これとは別にノーザン線の延伸と、1,100両のスタンダード形電車を製造するための資金援助も1922年から1930年にかけて受けている。
| 製造年 | 製造者 | 制御 電動車 | 付随車 | 制御車 | 備考   |
| ------ | ------ | ----------- | ------ | ------ | ------ |
| 1923   | BRCW   | —           | 1      | —      | 試作車 |
| CLCo   | —      | 1           | —      |        | 試作車 |
| GRCW   | —      | 1           | 1      |        | 試作車 |
| Leeds  | —      | 1           | —      |        | 試作車 |
| MCWF   | —      | 1           | —      |        | 試作車 |
| BRCW   | —      | 35          | —      | 量産車 |        |
| CLCo   | 41     | 40          | —      | 量産車 |        |
| MCWF   | 40     | —           | 35     | 量産車 |        |
| 1924   | BRCW   | —           | 50     | 量産車 | —      |
| CLCo   | —      | —           | 25     | 量産車 |        |
| MCWF   | 52     | —           | —      | 量産車 |        |
| 1925   | CLCo   | 48          | —      | 量産車 | —      |
| MCWF   | —      | 5           | 67     | 量産車 |        |
| 1926   | MCWF   | 64          | 48     | 量産車 | —      |
| 1927   | MCWF   | 110         | 160    | 量産車 | 36     |
| UCC    | 77     | 37          | 68     | 量産車 |        |
| 1929   | UCC    | 18          | 17     | 量産車 | 18     |
| 1930   | MCCW   | 22          | 20     | 量産車 | 20     |
| UCC    | 2      | 4           | —      | 量産車 |        |
| 1931   | BRCW   | —           | 90     | 量産車 | —      |
| GRCW   | —      | 40          | —      | 量産車 |        |
| MCCW   | 145    | —           | —      | 量産車 |        |
| 1934   | MCCW   | 26          | —      | 量産車 | —      |
| 合計   | 1,466  | 645         | 551    | 270    |        |

| 製造者略称 | 製造者略称                   |
| ---------- | ---------------------------- |
| BRCW       | バーミンガム客貨車製造       |
| CLCo       | キャメル・レアード           |
| GRCW       | グロースター客貨車製造       |
| Leeds      | リーズ鍛造                   |
| MCCW       | メトロキャメル               |
| MCWF       | メトロポリタン客貨車融資会社 |
| UCC        | ユニオン製造 (フェルタム)    |

## 保存車両
下記の車両が保存されている。
| 車両番号 | 車両番号 | 車種 | 製造年 | 製造者 | 保存場所                        |
| -------- | -------- | ---- | ------ | ------ | ------------------------------- |
| 3209     | 7        | DM   | 1931   | MCCW   | ロンドン地下鉄 アクトン工場     |
| 3327     | —        | DM   | 1927   | MCCW   | ロンドン交通博物館 アクトン分館 |
| 3370     | L134     | DM   | 1927   | MCCW   | アクトン分館                    |
| 3690     | L130     | DM   | 1934   | MCCW   | アクトン工場                    |
| 3693     | L131     | DM   | 1927   | MCCW   | アクトン分館                    |
| 3701     | L135     | DM   | 1934   | MCCW   | アクトン工場                    |
| 3706     | 2        | DM   | 1934   | MCCW   | アクトン工場                    |
| 5279     | 27       | CT   | 1925   | MCCW   | アクトン分館                    |
| 7061     | PC850    | T    | 1931   | BRCW   | アクトン工場                    |
| 7063     | PC851    | T    | 1931   | BRCW   | アクトン工場                    |
| 7071     | PC855    | T    | 1931   | BRCW   | アクトン工場                    |
| 7281     | 44       | T    | 1923   | CLCo   | アクトン工場                    |
| 7296     | 49       | T    | 1923   | CLCo   | アクトン分館                    |

| 車種略号 | 車種略号   |
| -------- | ---------- |
| CT       | 制御車     |
| DM       | 制御電動車 |
| T        | 付随車     |

1. ↑  左側の番号はロンドン地下鉄での営業運転時の車両番号、右側の番号はワイト島での番号 (2–49) またはロンドン地下鉄の事業用車としての番号 （L13xはけん引車、PC85xは人員輸送車）。

ロンドン交通博物館が所有する車両は復元工事が順次行われており、1938形保存車同様に4両編成で動態保存されることが予定されている。